# Gomathi Marimuthu
Gomathi Marimuthu (en tamoul, கோமதி மாரிமுத்து, née le 8 février 1989 à Tiruchirappalli) est une athlète indienne, spécialiste du 800 m.
Elle remporte la médaille d’or lors des Championnats d’Asie 2019, en battant son record personnel en 2 min 2 s 70. En mai 2019, elle est disqualifiée pour dopage.